# Сухобоков, Владимир Леонидович
Владимир Леонидович Сухобоков (23 июля 1910 — 12 июня 1973) — советский кинорежиссёр, театральный педагог и монтажёр. Заслуженный работник культуры РСФСР (1966), Заслуженный артист Туркменской ССР (1966). Член КПСС с 1954 года.

## Биография
Родился 23 июля 1910 года в городе Рогачёв Могилёвской губернии. Его отец работал инспектором народного училища, после 1917 года — преподавателем математики в трудовой школе. Умер в 1931 году. Мать занималась домашним хозяйством.
С 1926 года по 1930 год работал счетоводом в книжном магазине, писчебумажном магазине "Полесспечать", издательстве "Тео-кино-печать". В 1933 году окончил киноотделение Ленинградского театрального института.
Работал помощником режиссёра, ассистентом, режиссёром по монтажу, вторым режиссёром на киностудиях «Союзкино», «Белгоскино», «Ленфильм», Центральной объединённой киностудии (в период Великой Отечественной войны). В 1943—1971 — режиссёр-постановщик Киностудии имени М. Горького.
Режиссёр ряда документальных и научно-популярных фильмов, режиссёр дубляжа.
С 1952 года — старший преподаватель кафедры монтажа режиссёрского факультета ВГИКа.
Умер 12 июня 1973 года в Москве. Похоронен на Бабушкинском кладбище.

## Фильмография

### Режиссёр
- 1945 — Это было в Донбассе (совместно с Леонидом Луковым)
- 1948 — Красный галстук (совместно с Марией Сауц)
- 1952 — Волки и овцы (фильм-спектакль, постановка Малого театра)
- 1952 — На всякого мудреца довольно простоты (фильм-спектакль)
- 1957 — Ночной патруль
- 1959 — Косолапый друг
- 1964 — Всё для вас
- 1965 — Брошенная трубка

### Монтажёр
- 1938 — Друзья
- 1939 — Выборгская сторона
- 1948 — Молодая гвардия
- 1955 — Хитрость старого Ашира
- 1956 — Авиценна

### Ассистент режиссёра
- 1937 — Возвращение Максима
- 1943 — Она защищает Родину
- 1944 — Жила-была девочка
- 1944 — Зоя
- 1945 — Это было в Донбассе
- 1946 — Крейсер «Варяг»

## Награды и звания
- 1948 — Почётная грамота ЦК ВЛКСМ за работу над фильмом «Молодая гвардия»
- 1950 — Медаль «За трудовую доблесть» (6 марта 1950) — за выдающиеся заслуги в развитии советской кинематографии, в связи с 30-летием[3].
- 1966 — Заслуженный работник культуры РСФСР
- 1966 — Заслуженный артист Туркменской ССР